# Malcolm Gets
Hugh Malcolm Gerard Gets (* 28. Dezember 1964 in Chicago, Illinois) ist ein US-amerikanischer Schauspieler.

## Biographie
Gets stammt gebürtig aus Chicago. Seine Eltern zogen jedoch kurz nach seiner Geburt nach New Jersey und fünf Jahre später nach Gainesville in Florida. Mit neun Jahren lernte er Klavier. Nach seinem Abschluss an der Fort Clarke Middle School schloss er 1980 die Buchholz High School in Gainesville ab und ging an die Universität Florida. 
Sein Filmdebüt machte Gets im Jahr 1984 in dem in Florida gedrehten Umweltthriller Der Kampf um die grüne Lagune. Ab den 1990er-Jahren stand er regelmäßiger für Filme und Serien vor der Kamera. Bekannt wurde er vor allem durch seine Rolle als Colorist Richard Karinsky in der zwischen 1994 und 1999 erstausgestrahlten Fernsehserie Caroline in the City, wobei das Markenzeichen sein tiefgründiger, zynischer Humor war.
Gets lebt offen homosexuell in den Vereinigten Staaten.

## Filmografie (Auswahl)
- 1984: Der Kampf um die grüne Lagune (A Flash of Green)
- 1993: Law & Order (Fernsehserie, Folge 4x05 Tod im Smoking)
- 1994: Mrs. Parker und ihr lasterhafter Kreis (Mrs. Parker and the Vicious Circle)
- 1995–1999: Caroline in the City (Fernsehserie, 97 Folgen)
- 2001: Thirteen Conversations About One Thing
- 2002: Love in the Time of Money
- 2005: Adam & Steve
- 2005: Little Boy Blues (Kurzfilm)
- 2008: Sex and the City – Der Film (Sex and the City)
- 2009: Die exzentrischen Cousinen der First Lady (Grey Gardens, Fernsehfilm)
- 2012: Good Wife (The Good Wife, Fernsehserie, Folge 4x09 Ehe vor Gericht)
- 2012: Blue Bloods – Crime Scene New York (Blue Bloods, Fernsehserie, Folge 3x08 Anstiftung zum Mord)
- 2015: Emily & Tim
- 2016: Elementary (Fernsehserie, Folge 4x15 Himmel und Hölle)
- 2016: Auf Treu und Glauben (Confirmation, Fernsehfilm)
- 2016: Miles
- 2016: Suits (Fernsehserie, 4 Folgen)
- 2017: Godless (Miniserie, Folge 1x01 Ein Vorfall in Creede)
- 2019: Stadtgeschichten (Tales of the City, Fernsehserie, Folge 1x04)
- 2022: North Star (Kurzfilm)